# アウィトゥス
エパルキウス・アウィトゥス（EPARCHIVS AVITVS、385年頃 - 456年10月17日以降/457年）は、西ローマ皇帝（在位：455年7月8日/9日 - 456年10月17日）である。ガリア系ローマ貴族の出身の元老院議員であり、文武両官の顕職を歴任した。455年にペトロニウス・マクシムス帝が横死すると西ゴート族の後ろ盾を得て西ローマ皇帝に即位したが、翌456年にリキメル将軍とマヨリアヌス将軍によって廃位され、プラケンティア司教にされたが、程なく殺害されている。

## 生涯

### 出自と官歴
アウィトゥスはクレルモンのガリア系ローマ貴族の家庭に生まれた。彼の父は421年に執政官を務めたフラウィウス・ユリウス・アグリコラと考えられており、アウィトゥスには後にビリ・イルストリス（vir inlustris：「著名な男」）の称号を与えられたアグリコラ (英語版) （440年 -507年以降）とユリウス・ネポス帝の時代にパトリキの称号を与えられ軍務長官（マギステル・ミリトゥム）を務めたエクディキウスの二人の息子がおり、娘のパピアニラはシドニウス・アポリナリスに嫁いでいる。現存するシドニウスの書簡と頌詩はアウィトゥスの時代を知る重要な史料となっている。
アウィトゥスは当時の彼の階級としては典型的な法学を含む各種学問を収めた。421年以前に郷里の減税を請願するためにアウィトゥスは有力なパトリキウスだったフラウィウス・コンスタンティウス（421年に短期間、皇帝即位）の元へ使いをし、この任務を成功させている。彼の親類のテオドルスが人質として西ゴート王テオドリック1世の宮廷に拘留されており、425年か426年にアウィトゥスはテオドルスとの面会に訪れ、ここでテオドリック1世はアウィトゥスに自身の宮廷に留まるよう勧めた。439年頃に西ゴート宮廷でアウィトゥスはテオドリック王子（後のテオドリック2世）と出会い、若い王子にラテン語詩文を教授している。
その後、彼は軍歴を務め、軍務長官アエティウスの指揮下でジュトノジ族とノリクム属州での戦役（430年 - 431年）そしてブルグント族との戦い（436年）に従軍した。437年、ビリ・イルストリスに昇格したアウィトゥスは郷里のアベニアに戻り、ここで高官（おそらくはガリア軍区司令官職）に就き、この年に彼はフン族の集団の襲撃をクレルモン近くで撃退し、さらにテオドリック1世にナルボンヌ包囲を止めさせている。439年にガリア民政総督に就任し、西ゴート族との友好条約を更新した。
440年夏以前に彼は引退してクレルモン近郊のアヴィタクムの所領に隠遁した。451年にアッティラ率いるフン族の軍勢が西ローマ帝国に侵攻するとアウィトゥスはテオドリック1世にローマと同盟するよう説得し、そしてテオドリック1世とアエティウスの合同軍はカタラウヌムの戦いでアッティラを打ち破ることができたが、この戦いでテオドリック1世は戦死した。

### 即位

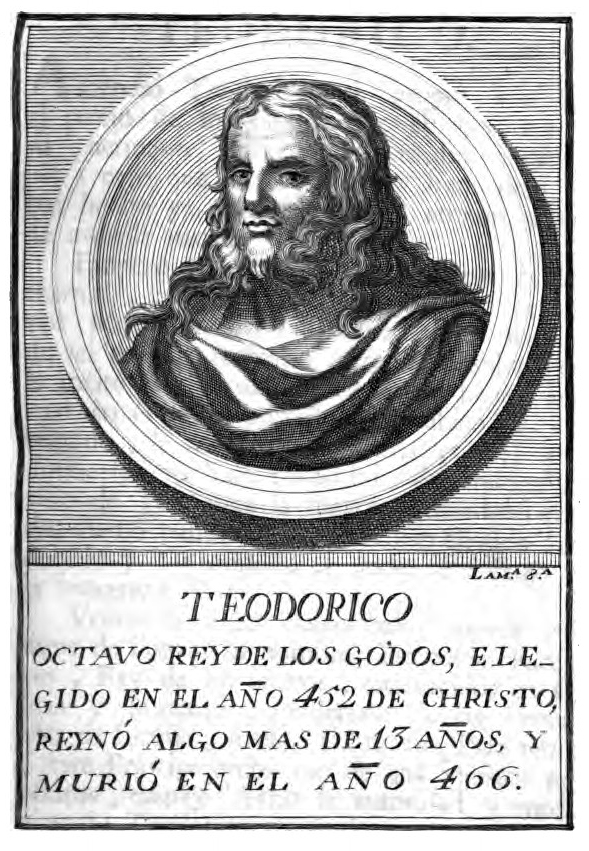
アウィトゥスを皇帝に推戴した西ゴート王テオドリック2世

455年3月13日、西ローマ皇帝ウァレンティニアヌス3世が暗殺され、これに関与していたとされるペトロニウス・マクシムスが皇帝に即位した。この年の春、アウィトゥスは新帝に職務復帰をさせられ、おそらくは中央軍（イタリア軍区）司令官（magister militum praesentalis）に任命されると、西ゴート王テオドリック2世のトロサ（現在のトゥールーズ）の宮廷に派遣され、新王の承認と同盟部族（フォエデラティ）として地位の確認をするとともに、ペトロニウス・マクシムス帝への協力を依頼した。
アウィトゥスがトロサの西ゴート宮廷に滞在している間にペトロニウス・マクシムス帝の横死（5月31日）とヴァンダル族のガイセリックによるローマ略奪という驚くべき知らせが届けられた。7月9日にテオドリック2世はアウィトゥスを皇帝に推戴し、その6週間後にアレラーテ近くのヴィエルヌムで開催された属州集会で承認された。その後、アウィトゥスがローマに入る前の8月5日頃に元老院からの承認も届けられた。
アウィトゥスは3か月ほど支持基盤であるガリアに滞在し、西ゴート兵によって増強されたガリア兵を率いてイタリアへ向かった。途中、彼はノリクム属州に立ち寄ってこの地の支配を再建させ、それから新たにパトリキの称号と軍務長官職を与えた西ゴート族のレミィストゥスをラヴェンナに残した上で、9月21日にローマに入城した。

### 治世
アウィトゥス帝の権力は5世紀中頃の西ローマ帝国をとりまくすべての主要勢力の支持の如何にかかっていた。新帝は市民、元老院そして東ローマ皇帝マルキアヌスはもちろん、軍隊とその指揮官たち（マヨリアヌス将軍とリキメル将軍）そしてヴァンダル王ガイセリックの支持をも必要としていた。
456年1月1日、アウィトゥス帝は執政官の地位に就き、この際に娘婿のシドニウス＝アポリナーリスが頌詩を作って岳父を称賛した。帝座の権力を確認するため皇帝は即位の初年に執政官に就任することは慣例となっていたが、彼の単独執政官（sine collega）を東ローマ宮廷は認めず、彼らはヨハンネスとヴァラネスを執政官に指名してきた。二つの宮廷がおのおの別の執政官を選任する事態となり、東ローマ帝国から承認を受けようとするアウィトゥス帝の努力にもかかわらず、二つの宮廷の関係は良好なものではなかった。
東ローマ皇帝マルキアヌスとの諸条約そして442年にウァレンティニアヌス3世がヴァンダル王ガイセリックと結んだ協定もイタリア沿岸地域へのヴァンダル族の侵入と襲撃を防ぐことはできなかった。アウィトゥス帝自身の努力によって、冬季休戦は成立したものの、456年3月にヴァンダル族はカプアを破壊した。アウィトゥス帝はシチリア防衛のためにリキメル将軍を派遣し、彼が率いる西ローマ軍はアグリジェントでの陸戦そしてコルシカ島沖の海戦でヴァンダル族を連破した。
アウィトゥス帝の治世に西ゴート族が帝国支配の名の下でヒスパニアへと勢力拡大した。455年、アウィトゥス帝は督軍のフロントをガラエキア（ヒスパニア北部）のスエビ族そして西ゴート王テオドリック2世の元へ派遣し、平和と友好を求めた。スエビ王レキアリウスがこれに従わずヒスパニア・タッラコネンシス属州へ侵入すると西ゴート族が彼らを攻撃した。456年10月5日のカンポス・パラモスの戦い（アストルガから20マイルのウルピクス河畔） でスエビ族を撃破すると西ゴート族はこの属州を帝国同盟部族（foederati）の名目で占拠した。

### 廃位
一方、イタリアの住民の間では異邦人のアウィトゥス帝に対する憤激が高まっていた。アウィトゥス帝はその奢侈と好色がローマ市民の非難の的となったという。アウィトゥス帝は通常はローマ人が充てられていた公職にガリア系貴族を任命した。これに加えて、先年のローマ劫掠で被害を蒙っていたローマ市民はヴァンダル族の海上交通路支配により食糧不足にも苦しめられており、アウィトゥス帝とともにローマに入った異邦人兵たちの存在によってさらに悪化していた。国庫はほとんど空になっており、市民の圧力によって西ゴート族の護衛兵を解散したが、アウィトゥス帝は彼らの給与の支払いのために幾つもの銅像を鋳潰さざるを得なかった。
民衆の不満、皇帝護衛兵の解散そして自らの戦勝による人気を勘案したリキメル将軍と皇宮護衛隊長（comes domesticorum）マヨリアヌス はアウィトゥス帝に反旗を翻した。初秋にアウィトゥス帝はローマからの退去を余儀なくされて北へ逃れた。リキメルは元老院にアウィトゥス帝の廃位とラヴェンナにいた軍務長官レミィストゥスの殺害の命令をさせ、9月17日にレミィストゥスをパラティウム（ラヴェンナの古代の港クラッセ）で処刑した。

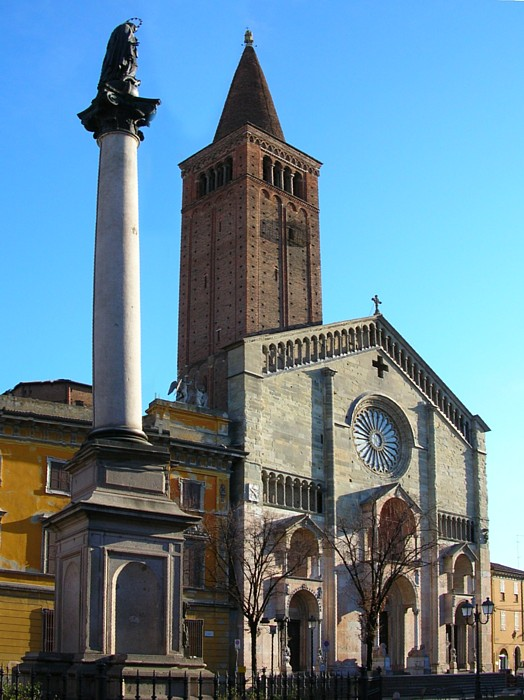
ピアチェンツァの司教座。
ドゥオモのファサード。

アウィトゥス帝は先年に故ペトロニウス・マクシムス帝の命令で西ゴート族に使節をした際の同僚だったメッサノスを新たな軍務長官に任命し、兵を集めるためにガリア（ヒダティウスの年代記によるとアレラーテ）に赴いた。そして兵を率いてイタリアに入り、プラケンティア（現在のピアチェンツァ）でリキメルの軍と戦った。市内に入ったアウィトゥス帝の軍隊は10月17日か18日にリキメルの大軍の攻撃を受け、メッサノスと彼の部下が虐殺され、アウィトゥス帝は逃げ出した。捕えられたアウィトゥス帝をリキメルは助命し、彼をプラケンティアの司教にした。
東ローマ皇帝レオ1世からパトリキ（貴族）の称号を与えられたリキメルが西方の支配を行い、西ローマ皇帝はしばらく空位が続いたが、457年4月1日にマヨリアヌスが軍隊によって皇帝に推戴され、蛮族出身で皇帝にはなれないリキメルもこれに同意した。
ガリアのアウィトゥス帝の支持者たちは廃位された後も依然として彼らの皇帝の承認を続けた。シドニウス＝アポリナーリスはマルセリウスによって企てられたクーデターの失敗の話を伝えており、彼らの目的はおそらくはアウィトゥス帝の復位であった。ヒスパニアに在住していた同時代の歴史家ヒダティウスによれば457年はアウィトゥス帝の治世として数えられていた。廃位されたアウィトゥスが何を考えていたのかも、彼の死んだ日そして理由も明確ではなく、幾つかの異なる話が伝えられている。
トゥールのグレゴリウスによれば、元老院が廃帝アウィトゥスの死罪を命じるとアウィトゥスは郷里アヴァニアの聖ユリアヌス聖堂の浄財集めの名目でガリアに逃れたが、その旅の最中に死んだという。その他の史料は廃帝は彼の後継者（マヨリアヌス帝）によって絞殺または餓死に至らしめられたとしている。アウィトゥスは廃位から間もない456年末か457年に死去し、ブリウドの聖ユリアヌスの墓所の隣に埋葬された。

## ペトロニウス・マクシムス帝との関係
先代の西ローマ皇帝ペトロニウス・マクシムス帝とは直接の血縁関係ではないが、義理の兄弟で縁戚にあたる。具体的に言えば、マクシムス帝の最初の妻エパルキア・アウィタ（397年 - 435年以前に没）がアウィトゥス帝の妹となる。マクシムス帝とエパルキア・アウィタとの間にはマクシムス帝の副帝パッラディウス（415年頃もしくは425年 - 455年）がいるとされる。
更に言えば、マクシムス帝の後妻ウォルシアナ（ルキニア?）とも血縁関係にある。ウォルシアナの父方の高祖母の1人エグナティア・ロッリアナ（300年 - 没年不明）の弟クィントゥス・フラウィウス・マエシウス・エグナティウス・ロッリアヌス・マウォルティウス（305年 - 355年以降）の孫娘エグナティア・アウィタ・セウェラ（355年 - 没年不明）の息子がアウィトゥス帝の父アグリコラだからである（エグナティア・アウィタ・セウェラはマウォルティウスの息子クィントゥス・フラウィウス・プラキドゥス・セウェルスとその妻アントニア・マルキアニッラ（340年 - 没年不明）の娘）。つまり、アウィトゥス帝とエパルキア・アウィタはマウォルティウスの玄孫、ウォルシアナはエグナティア・ロッリアナの玄孫にあたり、系譜上、同世代に属する（四従兄弟姉妹同士（従兄弟姉妹同士の曾孫）ということになる）。
上記の系譜を拡大すると、コンスタンティヌス朝、ウァレンティニアヌス朝、テオドシウス朝、ヴァンダル王国の王族、オリブリオス帝、東ローマ帝国皇帝であるアナスタシウス1世とその一族、レオ朝、ユスティニアヌス王朝、ヘラクレイオス王朝、西ゴート王国、メロヴィング朝、カロリング朝などに繋がり、4世紀から9世紀にかけて地中海世界を支配した多くの皇族、貴族、王族に連なり、この血筋はアウィトゥス帝直系ではないものの、東ローマ帝国最後の皇帝コンスタンティノス11世パレオロゴスまで繋がっており、コンスタンティノス11世の姪（弟トマスの娘）ゾイの血筋が現在まで存続している。

### 一次史料
即位に至るまでのアウィトゥスの生涯に関する主な史料は執政官就任の際のシドニウス・アポリナリス（431年 - 486年）の賛辞文による。
- Sidonius Apollinaris, Panegyric for Avitus

彼の治世に関する主な史料にはヒスパニアの歴史家ヒダティウス（400年頃 - 469年頃）の年代記と、東ローマ帝国の年代記作家アンティオキアのヨハネス（7世紀前半）の年代記がある。
- Hydatius, Chronicle
- John of Antioch, Chronicle

### 二次資料
- Jones, Arnold Hugh Martin, John Robert Martindale, John Morris, "Eparchius Avitus 5", en:Prosopography of the Later Roman Empire, Volume 2, Cambridge University Press, 1992, ISBN 0-521-20159-4, pp. 196–198.
- Mathisen, Ralph W., "Avitus (9/10 July 455 – 17/18 October 456)", De Imperatoribus Romanis
- Randers-Pehrson, Justine Davis. "Barbarians and Romans: The Birth Struggle of Europe, A.D. 400–700". Norman University of Oklahoma Press, 1983. p. 251.
- Bury, John B. (1958), History of the Later Roman Empire. From the death of Theodosius I. to the death of Justinian Vol. 1, London: Macmillan
- エドワード・ギボン 著、朱牟田夏雄 訳『ローマ帝国衰亡史〈5〉第31‐38章―アッティラと西ローマ帝国滅亡』筑摩書房、1996年。ISBN 978-4480082657。